# Miquelet
|  | Aquest article tracta sobre el cos militar. Vegeu-ne altres significats a «Miquelet (desambiguació)». |

Els miquelets o micalets, convertits a partir de la Guerra de Successió en fusellers voluntaris o fusellers de muntanya, eren els membres de la milícia de caràcter mercenari o voluntari reclutada per les diputacions i juntes de la Corona d'Aragó per a accions especials o com a reforç de les forces regulars. El miquelet, com a tal, és el nom que rebé un mercenari català durant la Guerra dels Segadors, en el conflicte armat que enfrontà la Generalitat de Catalunya amb el rei Felip IV durant el conflictiu programa centralitzador encetat pel comte-duc Olivares (la Unió d'Armes). D'aquí en deriva la denominació popular de miquelets per referir-se a un cos armat que, paradoxalment, sobreviví a aquesta guerra i es popularitzà al Principat de Catalunya, a ambdós costats del Pirineus, entre els segles XVII i XIX. Cal tenir en compte que aquest cos armat català no té cap relació amb els migueletes forals navarresos, guipuscoans i biscaïns (suprimits l'any 1846).

## Guerra dels Segadors
El cos dels Miquelets fou fundat el 1640 durant la Guerra dels Segadors amb l'objectiu de frenar la invasió castellana de Felip IV amb el nom de Companyia d'Almogàvers, per Francesc de Cabanyes, i rebé el popular nom de Miquelets pel nom del d'un dels seus primers caps Miquelot de Prats (possiblement un veí de Prats de Lluçanès). Durant la guerra, conduïts per Josep Margarit i de Biure delmaren i aturaren l'exèrcit castellà a Tortosa i a la batalla de Cambrils, atacaren Constantí alliberant 300 presoners catalans, i participaren en la victòria en la batalla de Montjuïc el 26 de gener de 1641, en la batalla de Constantí i a la batalla de Montblanc. Fou un cos armat que es formà a iniciativa de les juntes de guerra i de les diputacions del 1640, bàsicament com a força auxiliar destinada sobretot a accions especials en ajut de tropes regulars. Estava integrat en l'estructura militar regular i a tots els efectes estaven sotmesos a les ordenances militars vigents.

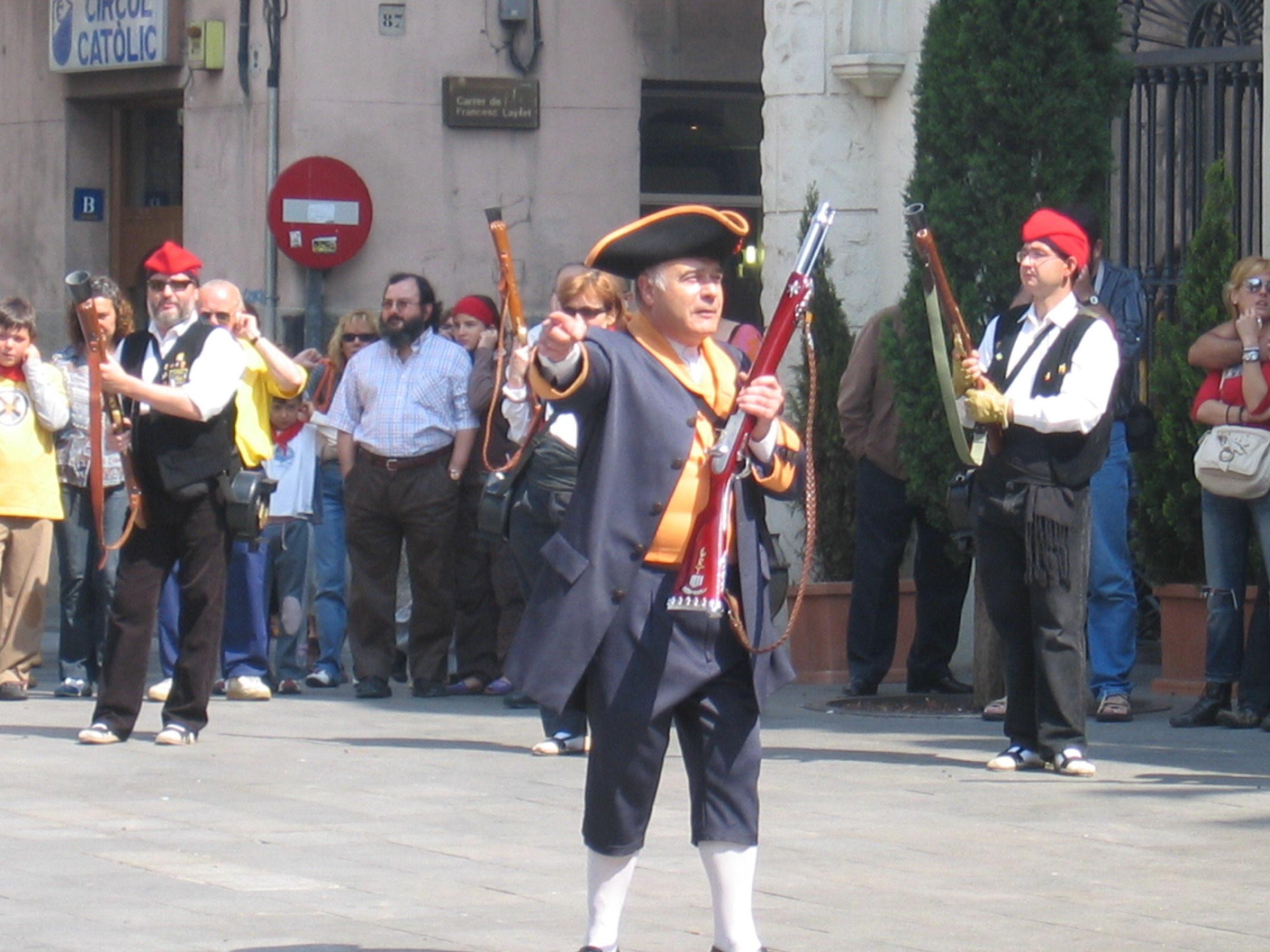
Miquelets en una celebració popular a Badalona.

El cos era àmpliament reconegut com a descendent dels Almogàvers, sense que tinguin cap relació directa amb els guerrers medievals homònims de la Corona d'Aragó a l'Edat Mitjana, a banda del mateix nom. La seva indumentària era una casaca vermella, calça blanca, espardenyes i una faldilleta que cobria fins als genolls. Duien barret amb ploma llarga i un gran nombre d'armes de foc de pany català o pany de miquelet.
El cos dels Miquelets fou dissolt el 1642 per llur indisciplina, que els duia a alternar l'acció de guerra amb el pillatge.
Malgrat aquest fet, es continuaren creant companyies de miquelets durant el conflicte. Aquestes combatien majoritàriament en favor de la Diputació del General fins a la caiguda de Barcelona. De fet durant el setge de Barcelona, els miquelets estaven ben actius i feien una guerra irregular contra les tropes hispàniques. Consta que el setembre de 1651 almenys dues partides o companyies actuaven als voltants de Barcelona.
A partir de 1652 el conflicte va derivar en un complex enfrontament civil de guerra de guerrilles a càrrec de miquelets al servei d'Espanya o de França, període que alguns historiadors denominen "Guerra dels Miquelets". Els enfrontaments s'escamparen per Osona, el Ripollès, la Garrotxa i el Cabrerès.
Acabada la guerra i controlat el Rosselló, els francesos aprofitaren el potencial dels miquelets catalans per crear-ne unitats reglades com a fusellers de muntanya. La unitat més coneguda fou el Regiment Royal-Roussillon, creat l'any 1657 com a Regiment Catalan-Mazarin.

## Guerra dels Nou Anys
Tanmateix, potser a causa de la seva renovada popularitat, a finals del segle xvii es van tornar a formar companyies de miquelets per afrontar la defensa de la frontera catalana en la guerra contra França.
El 1689 foren de nou creats com a cos, tant per les autoritats espanyoles com per les autoritats franceses del Rosselló per combatre en la Guerra dels Nou Anys entre Espanya i França, però el cossos foren dissolts novament amb la pau de Rijswijk el 1697.

## Guerra de Successió

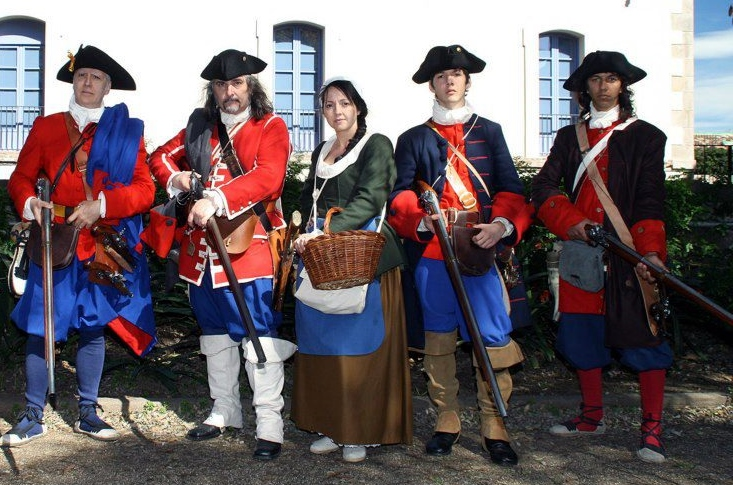
Fusellers del Regiment de Muntanya Vilar i Ferrer recreats pels Miquelets de Catalunya.

L'esclat de la Guerra de Successió després de la mort del darrer sobirà dels Àustries hispànics, Carles II (1700), dividí el Principat de Catalunya en dos bàndols aferrissadament oposats: el de l'arxiduc Carles d'Àustria, el pretendent austríac també designat com a Carles III d'Aragó, i el del duc Felip d'Anjou, el pretendent francès.
Els fusellers de muntanya, popularment anomenats miquelets (tot i que ja era una denominació arcaica), foren un cos declaradament austriacista durant el regnat del pretendent Carles III (1705-1713), fet que els comportà l'enemistat permanent dels filipistes, que es designaven a ells mateixos amb l'epítet de botiflers i que controlaven viles fidels com ara Berga, Cervera, Manlleu o Talarn. L'enemistat entre botiflers i miquelets quedà associada a la rivalitat política entre aquestes viles filipistes i les seves rivals austriacistes: respectivament Solsona, Cardona, Sallent, Torelló i Tremp. Tanmateix, a la Catalunya Nord es formaren també unitats de fusellers de muntanya entre els catalans del sud filipistes que anaren a cercar empar sota l'exèrcit del Rei de França i entre els nord-catalans, que s'agruparen sovint sota el títol de Milícies burgeses del Rosselló o sota el Sometent general de les diferents comarques nord-catalanes. En aquest cas, doncs, es tracta de fusellers de muntanya filipistes.
El 1705, l'arxiduc Carles embarcà a Lisboa en direcció al Mediterrani. S'aturà a Altea, on fou proclamat rei i la revolta valenciana dels maulets s'estengué. Mentrestant, escamots armats barraren el pas als borbònics a la plana de Vic i la flota de l'arxiduc arribà a Barcelona el 22 d'agost de 1705. Davant del setge dels austracistes, les autoritats barcelonines es mantingueren fidels a Felip d'Anjou i proposaren formar la Coronela de Barcelona, mentre la població vacil·là; mentrestant, els vigatans s'alçaren i en baixaren uns 1.000 miquelets per unir-se al desembarcament, i en la Batalla de Montjuïc capturen la fortalesa, des de la qual bombardejarien la ciutat. Mataró es declarà per Carles i llevà un regiment per ajudar en el setge. Seguiren Girona i Tarragona. L'ofensiva aliada per ocupar els països catalans continuà i Lleida caigué en mans de Manuel Desvalls i de Vergós el 23 de setembre, Amb Barcelona envoltada de les tropes aliades el virrei de Catalunya Francisco Antonio Fernández de Velasco i Tovar signà la capitulació el 9 d'octubre; fou aleshores quan la ciutat s'aixecà contra Velasco. El 22 d'octubre entrà a Barcelona l'arxiduc Carles, que el 7 de novembre de 1705 jurà les constitucions catalanes i fou proclamat rei.
Els Miquelets austriacistes, així com en menor nombre, voluntaris i sometents, tingueren un paper destacat en el front natural del riu Ebre durant la guerra. Practicaren una guerra de guerrilles, en la que abundaven els assalts a les línies de subministrament filipistes, amb emboscades i cops de mà. Joan Falcó, antic teixidor de Benissanet, que arribà al rang de coronel de miquelets, fou un dels oficials més notables en aquest front.
Els defensors austriacistes eren qualificats pels filipistes com la gent de la pàtria o la gent de la terra perquè tenien contractats voluntaris i fusellers, paisans armats que defensaven per diners els seus interessos. Arran d'aquestes picabaralles, la victòria final de Felip V l'any 1714 determinà lògicament la segona abolició dels miquelets, que havien combatut de forma molt activa a la zona del Maestrat (guerra dels Miquelets) com a partidaris de l'arxiduc.
En acabar la Guerra de Successió les accions dels Miquelets esdevingueren en una barreja de Guerra de guerrilles i bandolerisme que va ser combatut amb la creació de les  Esquadres de Vilatans, sent una de les primeres les creades a Valls l'any 1719 com a cos particularment eficaç sota el comandament de Pere Anton Veciana. Un dels caps Miquelets més coneguts d'aquest període fou en  Pere Joan Barceló i Anguera, conegut amb el sobrenom d'en Carrasclet.

## Guerra Gran
Tot i la seva abolició pel Règim Borbònic durant la Guerra Gran, les autoritats catalanes aprovaren la creació d'un cos de 20.000 Miquelets voluntaris, per combatre al costat de les forces espanyoles contra el francesos.
La Guerra Gran revifà aquest cos enmig d'un enorme entusiasme popular, sovint relacionat amb el desig dels catalans de recuperar les quatre comarques i mitja perdudes arran del Tractat dels Pirineus (el Rosselló, el Vallespir, el Conflent, el Capcir i mitja Cerdanya).
La seva acció fou molt eficaç sobretot després de la derrota de l'exèrcit regular espanyol, però foren de nou dissolts arran de la Pau de Basilea (1795).

## Guerra del Francès
Els Miquelets tornaren a aparèixer durant la Guerra del Francès com a cos organitzat per les forces napoleòniques.
El cos va ésser imitat per les diputacions Basques donant pas als Mikeletes de Biscaia i Guipúscoa i als Miñones d'Àlaba